# Hästens
Hästens Sängar AB är ett svenskt företag, grundat 1852 i Köping, som bland annat tillverkar sängar, madrasser och kuddar.
Hästens var från början ett sadelmakeri.